# Комаровка (Красноярский край)
Комаровка — село в Пировском районе Красноярского края, административный центр Комаровского сельсовета.

## География
Находится на правом берегу реки Кеть в примерно в 23 километрах по прямой на запад-юго-запад от районного центра села Пировское недалеко от железнодорожной ветки Ачинск – Лесосибирск (остановочный пункт Комаровка Красноярской железной дороги).

## Климат
Климат резко континентальный. Самый теплый месяц — июль, со средней температурой +17,8 °С, с абсолютным максимумом +34,6 °С. Самый холодный месяц — январь: средняя температура составляет –20,1 °С, абсолютный минимум –52,5 °С. 

## История
Образовалось село в рамках переселенческого движения начала XX века. Первоначальное название населенного пункта было Величкина.  В 1926 году учтено 194 жителя, преимущественно татары. В советское время работал колхоз «Урак-Чукеч».   

## Население
Постоянное население составляло 271 человек в 2002 году (45% русские, 41% татары),  241 в 2010.